# Chanod
Chanod é uma vila no distrito de Valsad, no estado indiano de Guzerate.

## Demografia
Segundo o censo de 2001, Chanod tinha uma população de 11,958 habitantes. Os indivíduos do sexo masculino constituem 61% da população e os do sexo feminino 39%. Chanod tem uma taxa de alfabetização de 72%, superior à média nacional de 59.5%; a literacia no sexo masculino é de 80% e no sexo feminino é de 60%. 16% da população está abaixo dos 6 anos de idade.